# Buddy Ryan
James David Ryan dit Buddy Ryan, né le 17 février 1931 à Frederick (Oklahoma) et mort le 28 juin 2016 à Shelbyville (Kentucky), est un joueur mais également un coordinateur défensif et entraîneur principal de football américain.

## Carrière de joueur
Ryan naît et grandit dans une petite communauté agricole située en bordure de la ville de Frederick en Oklahoma. Il joue pour l'université d'Oklahoma A&M actuellement dénommée Oklahoma State, en tant que Guard entre 1952 et 1955. Par la suite, il sert comme sergent dans l'armée américaine lors de la guerre de Corée.

## Carrière d'entraîneur NCAA
Ryan commence sa carrière d'entraîneur à la Gainesville High School de Gainesville, Texas en 1957 comme assistant de Dub Wooten. Lorsque Wooten devient entraîneur principal de la Marshall Texas High School en 1959, Ryan est promu entraîneur principal de Gainesville. Après y avoir passé une saison, il devient pendant une année le directeur des sports de la Marshall Texas High School. Gainesville reste donc son seul emploi d'entraîneur principal avant qu'il ne soit embauché par les Eagles de Philadelphie, 25 ans plus tard.
Après avoir terminé son service militaire, Ryan devient assistant entraîneur de plusieurs équipes NCAA dont Les Tigers du Pacific, Vanderbilt et Buffalo. Par la suite, il rejoint finalement le football professionnel en AFL via les Jets de New York dans les années 1960.

## Carrière d'entraîneur NFL

### Jets de New York
Avec les Jets en AFL, lors du Super Bowl III, il dirige la défense (en compagnie de Walt Michaels) et imagine une tactique qui maintiendra en permanence les Colts de Baltimore à 7 points. Il remporte le match et sa 1re bague. Remarquant l'importance que Weeb Ewbank mettait à protéger les genoux fragiles de son quarterback Joe Namath, Ryan crée de multiples mouvements de blitz (e.a. le "59 blitz", le "Taco Bell blitz", et le "Cheeseburger blitz") en se basant sur le fait que le quarterback est le point principal de n'importe quelle attaque et que la défense se doit avant tout d'attaquer le centre névralgique de cette attaque.

### Minnesota Vikings
Au milieu des années 1970, Ryan devient entraîneur de la ligne défensive des Vikings du Minnesota. Il fera de cette défense une des plus redoutée de la NFL. Son unité défensive surnommée "Purple People Eaters", était réputée pour être habile à punir les lignes adverses. Leur devise était "meet at the quarterback" (rendez-vous sur le quarterback). Cette unité sera partie prenante dans les qualifications des Vikings lors de tous les playoffs entre 1973 et 1978 en ce y compris les apparitions au Super Bowl VIII (janvier 1974, défaite 7-24 contre les Dolphins de Miami), au Super Bowl IX (janvier 1975, défaite 6-16 contre les Steelers de Pittsburgh) et au Super Bowl XI (janvier 1977, défaite 14-32 contre les Raiders d'Oakland).

### Bears de Chicago
En 1978, George Halas l'engage comme coordinateur défensif. Avec les Bears, Ryan crée la défense 4-6, mais la tactique ne sera pleinement opérationnelle qu'à partir de 1985. Ceette réussite est principalement due à la capacité du linebacker Mike Singletary à dominer à lui seul le milieu de terrain, ce qui en fera d'ailleurs une légende des années 1980.
L'entraîneur principal des Bears, Neill Armstrong, est congédié en 1982. Les joueurs de la défense réclament alors la nomination de Ryan à sa succession ou du moins demandent à le maintenir comme coordinateur défensif. Mike Ditka est cependant engagé comme entraîneur principal lequel maintient Buddy Ryan comme coordinateur défensif,,.
Ditka provoque Ryan au cours de la mi-temps du match du lundi soir contre les Dolphins de Miami en 1985 alors que l'équipe (qui avait un bilan de 12 victoires sans aucune défaite) est menée 31 à 10. Des membres de l'équipe doivent les séparer (l'attaque faisant reculer Dikta et la défense retenant Buddy). Ils perdent le match 38 à 24. Il s'agira de leur seule défaite de la saison. Malgré cet incident, l'équipe se qualifie pour le Super Bowl XX que la franchise remporte 46 à 10 après avoir dominé pendant tout le match les Patriots de la Nouvelle-Angleterre. Après le match, la défense des Bears porte Ryan sur ses épaules, etc. juste derrière Dikta lequel était également porté à bout d'épaules par le reste de l'équipe,. C'était la première fois de deux entraîneurs étaient mis à ce point à l'honneur par leur équipe lors d'un Super Bowl.
Après cette victoire au Super Bowl XX et une saison régulière au cours de laquelle la défense des Bears avait établi plusieurs records, Bryan est engagé comme entraîneur principal par les Eagles de Philadelphie.

### Eagles de Philadelphie
Ryan devient immédiatement favori des fans de Philadelphie lorsqu'il déclare hardiment You've got a winner in town (Vous avez un gagnant en ville), We plan on winning the Eastern Division (Nous prévoyons de gagner la division Est). Il marque de suite son empreinte sur l'équipe puisqu'il remercie le RB Earnest Jackson qui avait gagné plus de 1 000 yards lors des deux dernières saisons. De plus il limite le temps de jeu du QB vétéran Ron Jaworski. Il prouve ses talents de sélectionneur lorsque d'une part il révèle Randall Cunningham, Reggie White et Andre Waters qui deviendront des joueurs clés et lorsque d'autre part il sélectionnera lors des draffs, les futurs Pro Bowlers que seront Seth Joyner, Clyde Simmons, Jerome Brown, Eric Allen, Cris Carter, Fred Barnett et Keith Jackson. Il ne remporte cependant pas la Division Est lors de sa première saison mais dès la saison 1988, la franchise gagnera au moins 10 matchs par saison et ce jusqu'à son départ.
Le mandat de Ryan à Philadelphie ne se fait pas sans une part de controverses.
Le 25 octobre 1987, il est mis sous le feu des critiques lorsque, lors du second match de la saison contre les Cowboys de Dallas, alors que le résultat du match ne faisait plus de doute, il insiste pour que son équipe inscrive un ultime TD dans les dernières secondes du match. Cette action fut perçue comme une vengeance de Ryan envers l'entraîneur principal de Dallas, Tom Landry. En effet, au cours de la saison 1987, une grève des joueurs NFL a eu lieu celle-ci se terminant le 15 octobre 1987. Malgré cela, Dallas lors du premier match de division contre Philadelphie avait utilisé quelques joueurs qui avaient brièvement cessé leur grève afin de faire grossir le score du match.
Le 22 novembre 1989, lors du match joué au Texas Stadium à l'occasion du Thanksgiving Day, Ryan se retrouve lui-même au centre d'une autre affaire. L'entraîneur principal des Cowboys, Jimmy Johnson, a prétendu que Ryan avait mis un bounty sur la tête de deux de ses joueurs tous deux anciens joueurs de Philadelphie soit le kicker Luis Zendejas et le QB Troy Aikman. Ce match a été surnommé le Bounty game.
Ryan est remercié de Philadelphie en 1991 malgré un bilan en trois saisons de 43 victoires pour 38 défaites et 1 nul, y compris les 3 matchs perdus en playoffs.
Ryan avait réussi à transformer une équipe médiocre en une équipe défensive NFL de premier choix. Le titre de division remporté par Ryan en 1988 est le dernier avant celui de 2001 gagné devant les Giants de New York.
Ryan devient momentanément commentateur avant de redevenir en 1993, coordinateur défensif des Oilers de Houston.

### Oilers de Houston
Ryan est engagé comme coordinateur défensif en 1993 par les Oilers. Sa solide défense permet aux Oilers de remporter 11 victoires consécutives en fin de saison 1993. Le 2 janvier 1994, lors du dernier match de saison régulière contre les Jets de New York, une altercation survient sur la ligne de touche entre Ryan et son coordinateur offensif, Kevin Gilbride. Ryan avait critiqué la tactique utilisée par Gilbride (la Run and shoot) qu'il avait qualifié ironiquement de tactique Chuck and duck. Ryan a estimé que les dernières minutes de jeu de la 1re mi-temps lui avait coûte deux joueurs défensifs blessés. En effet, à la fin de cette mi-temps, Gilbride appelle à un jeu de passe plutôt que de simplement laisser courir le chronomètre. Son QB, Cody Carlson, fait fumble sur le snap ce qui rend la balle à l'adversaire et cause deux blessures dans les rangs des Oilers. Sur ce, Ryan se dirige vers Gilbride et l'invective. Ce dernier fait de même. Lorsqu'ils se rejoignent, Ryan frappe Gilbride à la joue avant que le linebacker Keith McCants et d'autres joueurs ne les séparent. Une document vidéo récent de NFL Network montre que Ryan rate sa cible mais que son poing avait frôlé de peu le visage de Gilbride.
Le 16 janvier 1994, les Oilers, perdent à domicile contre les Chiefs de Kansas City en finale de Division des playoffs 1993-94.

### Cardinals de l'Arizona
Ryan est engagé en 1994 comme entraîneur principal des Cardinals de l'Arizona. Arrivant à Phoenix, Ryan déclare à nouveau You've got a winner in town.
Nommé manager général des Cardinals, Ryan lors de sa 1re saison réalise un bilan de 8 victoires pour autant de défaites. Malheureusement, la saison suivante est décevante (4 victoires et 12 défaites). Il est en proie à de vives critiques après avoir d'une part raté ses deux drafts et d'autre part avoir mal géré la situation de son QB. Il ne reste donc que deux saisons avant d'être congédié. Il affiche un bilan global de 12 victoires pour 20 défaites.
Il se retire ensuite dans sa ferme du Kentucky où il élève des chevaux de course.

## L'héritage
Comme assistant entraîneur, Ryan a participé avec trois équipes différentes au Super Bowl : les Jets de New York , les Bears de Chicago et les Vikings du Minnesota. Il y construit sa réputation de spécialiste de la défense et est largement impliqué dans la mise en œuvre de l'amélioration de la défense 4-6.
Comme entraîneur principal, Ryan a obtenu quelques succès limités avec les Eagles de Philadelphie. Même s'il y a reconstruit rapidement une équipe compétitive, il n'a pas réussi à gagner un seul match de playoff avec les Eagles. La défense de 1991 qu'il avait mise sur pied était une des défenses les plus accomplies de l'histoire de la NFL, réussissant à concéder le moins de yards sur une saison, mais également le moins de yards concédés contre la course et aussi contre la passe.
Après le licenciement de Ryan, l'équipe de 1991 des Eagles emmenée par l'entraîneur principal Rich Kotite ne se qualifiera pas pour les playoffs.
Il ne connait pas le même succès comme entraîneur principal des Cardinals de l'Arizona, puisqu'il rate les playoffs lors de ses deux saisons à la tête de cette franchise.
Stephen Majewski lui dédicace son livre Great Linebackers (Les grands Linebackers).
En janvier 2015, les fils jumeaux de Buddy Ryan sont tous deux entraîneurs en NFL :
- Rex Ryan est entraîneur principal des Bills de Buffalo ;
- Rob Ryan est coordinateur défensif des Saints de La Nouvelle-Orléans.

## Vie personnelle
Alors que Ryan est entraîneur assistant des Jets de New York, il rencontre en 1968 sa seconde épouse, Joanie Ryan, qui vit dans le même building que lui à Bayside. Ils se marient en 1970. Joanie meurt en septembre 2013 après une longue bataille contre la Maladie d'Alzheimer.
Avant Joanie, il a été marié avec Doris avec qui il a eu trois fils, Jim et les jumeaux Rex et Rob. Ils divorcent en 1962.
Ryan meurt dans son ranch du Kentucky le 28 juin 2016 des suites d'un cancer.

## Statistiques
| G                        | N                        | P  | %  | Classement Div. | G    | P           | % | Résultat |     |                                                          |
| 1986                     | Eagles de Philadelphie   | 05 | 10 | 1               | 34,4 | 4e NFC Est  | - | -        | -   | -                                                        |
| 1987                     | Eagles de Philadelphie   | 07 | 08 | 0               | 46,7 | 2e NFC Est  | - | -        | -   | -                                                        |
| 1988                     | Eagles de Philadelphie   | 10 | 06 | 0               | 62,5 | 1er NFC Est | 0 | 1        | 0,0 | Perdu contre les Bears de Chicago en finale de Division  |
| 1989                     | Eagles de Philadelphie   | 11 | 05 | 0               | 68,8 | 2e NFC Est  | 0 | 1        | 0,0 | Perdu contre les Rams de Los Angeles en Wild Card NFC    |
| 1990                     | Eagles de Philadelphie   | 10 | 06 | 0               | 62,5 | 2e NFC Est  | 0 | 1        | 0,0 | Perdu contre les Redskins de Washington en Wild Card NFC |
| Total chez les Eagles    | Total chez les Eagles    | 43 | 35 | 1               | 55,1 |             | 0 | 3        | 0,0 |                                                          |
| 1991                     | Cardinals de l'Arizona   | 08 | 08 | 0               | 50,0 | 3e NFC Est  | - | -        | -   | -                                                        |
| 1992                     | Cardinals de l'Arizona   | 04 | 12 | 0               | 25,0 | 5e NFC Est  | - | -        | -   | -                                                        |
| Total chez les Cardinals | Total chez les Cardinals | 12 | 20 | 0               | 37,5 | -           | - | -        | -   | -                                                        |
| Total en carrière NFL    | Total en carrière NFL    | 55 | 55 | 1               | 50,0 |             | 0 | 3        | 0,0 | -                                                        |